# Orwar Jacobsson
Orwar Jack Ingemar Jacobsson, född 1944 i Borås, är en  svensk målare, tecknare och teckningslärare.
Jacobsson studerade vid olika tecknings och målarskolor innan han studerade vid Konsthögskolan i Stockholm. Han debuterade i en samlingsutställning i Borås när han var 13 år. Han har medverkat i ett stort antal samlings och separatutställningar i Sverige och i Rio de Janeiro. Han var under några år verksam i en egen ateljé i Pereus, Grekland. Hans konst består av realistiska tuschteckningar, med motiv från det gamla Borås och stilleben samt landskap i en  naturalistisk stil utförda i olja. Jacobsson är representerad vid Göteborgs stads samlingar, Borås konstmuseum, Kungliga Älvsborgs Regementes museum samt i flera landsting och kommuner. 